# Cheslatta Trail
Der Cheslatta Trail, in der Sprache der Dakelh Tset'ladak t'seti, ist ein ehemaliger Handelspfad in der kanadischen Provinz British Columbia, der von den Dakelh-Dörfern Behlk'achele und Sdughachola am Cheslatta Lake bis zu einem Dorf der Nadleh Whut'en First Nation am Fraser Lake führte. 
Mit der Errichtung des Kenney-Stausees mit seiner 97 m hohen Staumauer von 1951 bis 1967 wurde ab 1954 der Cheslatta-See auf über 90.000 ha überflutet, die etwa 200 Cheslatta mussten ihre vier Dörfer am Seeufer und am Fluss sowie ihr Land im Umfang von 1053 ha binnen zehn Tagen verlassen. Die ein Jahr später ausgezahlte Kompensation betrug nur ein Zwanzigstel der sonst üblichen Summe, die Gräber ihrer Ahnen wurden fortgeschwemmt, sie lebten zunächst in überfüllten Zelten. Zu Kompensationen kam es erst 1993. Erst 1964 wurden die neuen Dörfer zu einem Reservat zusammengefasst.
Der Cheslatta-Pfad war einer der als Grease trails oder „Fettpfade“ bezeichneten Wege, auf denen das butterartige Fett des Kerzenfischs (Thaleichthys pacificus), das im gesamten Nordwesten Amerikas ein begehrtes Handelsgut war, transportiert wurde.
Von Nadleh, wo ein weiterer Pfad vom Fraser Lake zum Stuart Lake begann, passierte der Pfad das Gebiet des heutigen Beaumont Provincial Park, überquerte BC Highway 16, um sich dann Richtung Drywilliams Lake zu wenden. Heute beginnt der Pfad bei Kilometer 7,5 der Holy Cross Forest Road, also 6 km westlich des Beaumont-Parks am Highway 16, durchquert 60 km Waldgebiet und passiert dabei mehrere Seen, nämlich Klez-, Chowsunkut-, Hallet-, Bentzi-, Targe-See und den Holy Cross Lake. Im Dorf Belhk'a chek an der Mündung des Knapp Creek in den Cheslatta Lake endet der Pfad.
Seit 2002 unterhält die Cheslatta Carrier Nation einen 25.000 ha großen Wald, der nur von ihr genutzt werden darf. 2009 beteiligte sich der Community Development Trust an der Restaurierung einiger Abschnitte des Pfades.